# Fritz Knaus

Fritz Knaus

Friedrich "Fritz" Knaus (* 14. Februar 1888 in Leoben, Steiermark; † 29. Mai 1945 in Liezen) war ein österreichischer Politiker (NSDAP), Oberbürgermeister und SA-Führer.

## Leben und Wirken
Nach dem Besuch der Volksschule in Leoben und der Bürgerschule in Bruck an der Mur wurde Fritz Knaus an der Lehrerbildungsanstalt in Graz zum Lehrer ausgebildet. Anschließend arbeitete er drei Jahre in diesem Beruf, bevor er als Oberbeamter in den Dienst der österreichischen Bundesbahn trat. Für den letzteren Beruf ließ er sich durch einen Bahnbeamtenkurs in Wien vorbereiten. 
Zum 1. Dezember 1926 trat Knaus in die NSDAP ein (Mitgliedsnummer 50.486), in der er zunächst als Ortsgruppenleiter in Trofaiach agierte. Nachdem er 1930 die Bundesbahn verlassen hatte, arbeitete Knaus hauptamtlich als stellvertretender Gauleiter der Partei im Gau Steiermark. Unmittelbar nach dem Verbot der NSDAP in Österreich ging Knaus 1934 mit seiner Familie nach Deutschland, wo er in München Aufgaben als Gauinspekteur übernahm.
Nach dem deutschen Einmarsch in Österreich amtierte Knaus als Bezirkshauptmann des Bezirks Graz-Umgebung. Später wurde er Oberbürgermeister von Marburg. Außerdem saß er von April 1938 bis zum Ende der NS-Herrschaft als Abgeordneter für Österreich im nationalsozialistischen Reichstag. In der SA erreichte Knaus, der auch Träger des Goldenen Parteiabzeichens der NSDAP war, den Rang eines Standartenführers. 
Knaus beging kurz nach Kriegsende im Bezirksgericht Liezen Suizid.